# 초승달과 밤배 (드라마)
《초승달과 밤배》는 1989년 12월 30일에 방영된 한국방송공사 1TV 특집드라마이다.

## 제작진
- 연출 : 김홍종

## 출연진
- 양동근